# Mabuhay Gardens

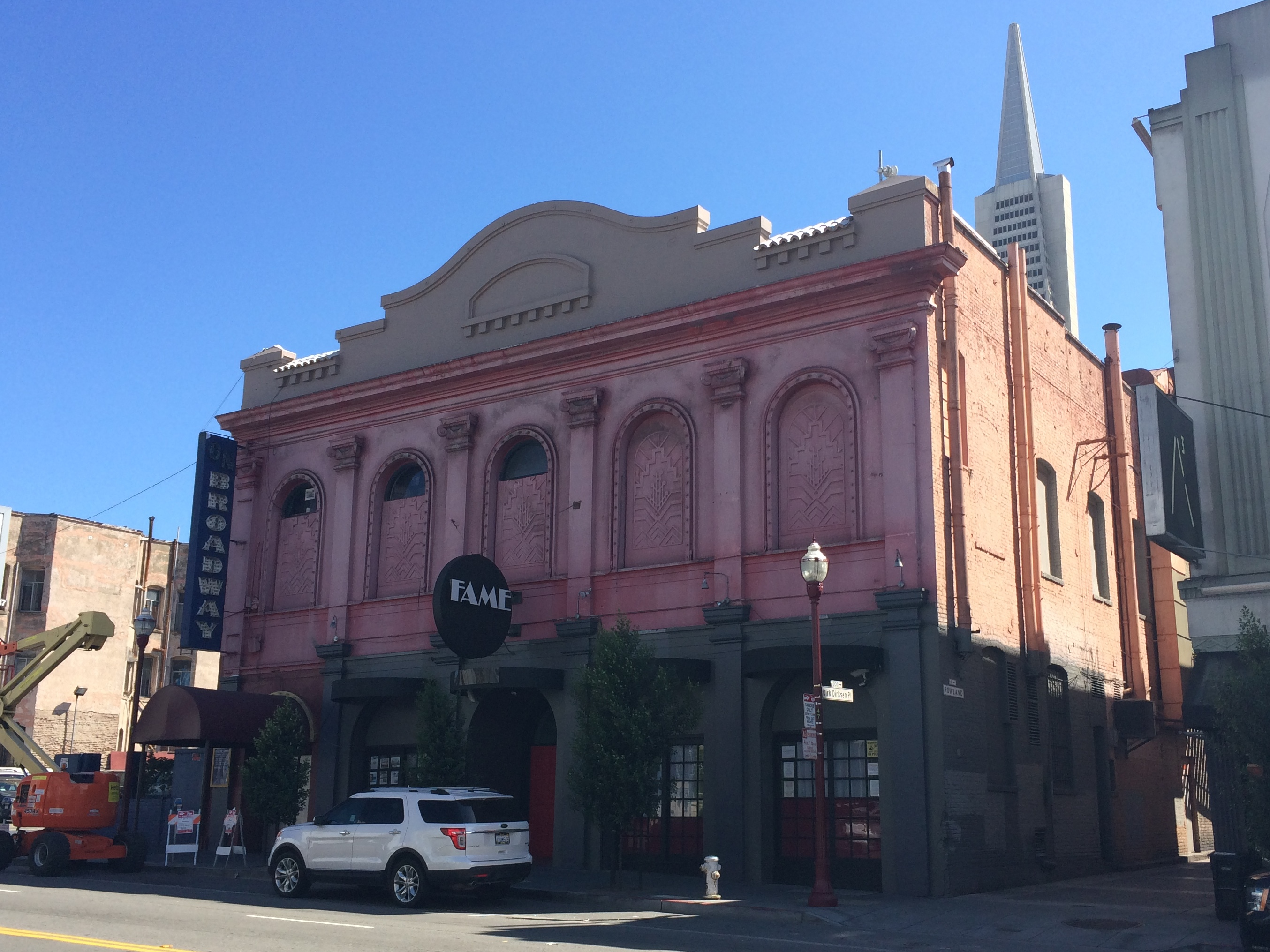
443 e 435 Broadway em 2015, antiga localização do Mabuhay Gardens

O Mabuhay Gardens, também conhecido como The Fab Mab ou The Mab, foi uma antiga boate de São Francisco, localizada na 443 Broadway Street, em North Beach, na região da Broadway, mais conhecida por seus clubes de striptease. Fechou em 1987.

## História
O Mabuhay Gardens ficava no subsolo do prédio da Rua Broadway, 435, que também abrigava o On Broadway Theater, conhecido em 1984–1985 como "Rock on Broadway".
Originalmente um restaurante e clube musical filipino de propriedade de Ness Aquino, o local contava com muitas celebridades filipinas, incluindo Eddie Mesa, o "Elvis Presley das Filipinas". Aquino e Amapola também coapresentavam um programa de televisão semanal, The Amapola Presents Show, no Canal 20 da KEMO TV.
No final da década de 1970, Jerry Paulsen foi o primeiro promotor de bandas a se apresentar regularmente no Mabuhay Gardens. Inicialmente, ele os contratava às segundas e terças-feiras para poder apresentar as bandas que apresentava na revista Psyclone aos executivos de gravadoras. O cenário se tornou tão popular que ele logo passou a contratar duas bandas por noite, sete dias por semana.
Bandas punk e new wave da Bay Area se apresentaram lá, e foi uma importante parada de turnê para bandas de fora da região da Baía de São Francisco. Entre as bandas locais que se apresentavam regularmente no Mabuhay Gardens estavam Avengers, Dead Kennedys, The Contractions, The Nuns, Crime, Dils, Fear, Pearl Harbor and the Explosions, the Tubes e Wall of Voodoo, para citar algumas. Após a saída de Paulson, Dirk Dirksen (o "papa do punk") agendou shows para The Dead Boys, Nico, The Runaways, Devo, X, The Police, SVT, The Go-Go's, Motörhead, Sun Ra e sua Arkestra, Patti Smith, Primus, The Jim Carroll Band, REM, Metallica (em 1982), e outros. Blondie se apresentou duas vezes em sua primeira turnê pela Costa Oeste, em março de 1977. Comediantes como Whoopi Goldberg e Robin Williams também fizeram aparições iniciais no local, com Williams certa vez descrevendo o inferno como "abrir para os Ramones no Mabuhay Gardens".
Dirk Dirksen, sobrinho do senador de Illinois Everett Dirksen, tinha um estilo único mestre de cerimônias, provocando e trocando insultos deliberadamente com o público e os membros da banda, o que tinha o efeito de elevar a energia do público e dos artistas. Para manter o ritmo acelerado do show, ele passava do bis para ir para a próxima banda e dizia ao público: "Comam!". A personalidade abrasiva de Dirksen (que era em grande parte uma apresentação) era uma parte central da atmosfera do Mabuhay Gardens. Ele às vezes era chamado de "o Bill Graham dos pobres". Dirksen foi o único responsável por conectar os punks ingleses com os dos Estados Unidos. Ao criar um programa de intercâmbio, bandas punk da Inglaterra e da cidade de Nova Iorque vieram para o Mabuhay Gardens e vice-versa, permanecendo em cada cidade se apresentando algumas noites por vez. Isso espalhou a cena "punk" globalmente, tornando-a uma palavra conhecida, graças a Dirksen e Aquino. O beco localizado próximo ao Mabuhay Gardens agora leva o nome de Dirksen.
O Mabuhay Gardens fechou em 1987. Posteriormente, o prédio abrigou uma boate chamada Velvet Lounge. O local foi reaberto em setembro de 2007 com o nome de Club 443. Atualmente, o Fame Venue funciona na Rua Broadway, 443, e é usado para conferências, shows, buffets e outros eventos.

## Na cultura popular
O artista visual americano Bruce Conner documentou a cena punk no Mabuhay Gardens por meio de uma série de fotografias de shows que incluíam cenas de ação de Negative Trend, Crime, Avengers e outros notáveis membros do Mabuhay Gardens. Em um ensaio de 2014, a artista Emma Hart refletiu sobre o legado das fotografias de Conner no Mabuhay Gardens, escrevendo: "Sem nunca se conter ao fotografar shows de punk rock no Mabuhay Gardens, Conner documenta sua imersão na cena, rompendo a fronteira entre espectador e artista e fornecendo uma lente para o mundo punk do final da década de 1970, quando o Mabuhay Gardens, ou Fab Mab, emergiu como o centro do ambiente punk dos clubes de São Francisco."
O Mabuhay Gardens foi apresentado em um capítulo de A Visit from the Goon Squad, de Jennifer Egan (Pulitzer 2011). Este capítulo, "Ask Me if I Care", também foi publicado na edição de 8 de março de 2010 da revista New Yorker. O Mabuhay Gardens é mencionado na canção "Looking for Lewis And Clark", da banda de Los Angeles The Long Ryders, do álbum State of the Union, de 1985.
O rapper Vinnie Paz batizou uma faixa de Mabuhay Gardens em seu álbum As Above, So Below.
O Mabuhay Gardens também aparece em Circus of the Sun (2019), romance de J. Macon King ambientado em North Beach, no final dos anos 70. Jack, o personagem principal do romance, faz parte de uma banda que faz seu primeiro grande show no Mabuhay, junto com Dead Kennedys e Pearl Harbor and the Explosions. Dirk Dirksen é retratado em um papel real como apresentador e mestre de cerimônias. (J.Macon King é o fundador e editor da Mill Valley Literary Review.)

## História do prédio na 435 Broadway Street
O prédio foi construído em 1919 e originalmente se chamava Garibaldi Hall, um clube masculino italiano. Durante a década de 1940, o prédio abrigou o Italian Supper Club.
Em 1962, o On Broadway Theater foi inaugurado no andar superior do prédio da 435 Broadway Street, na área de North Beach, em São Francisco. "Oh! Calcutta!" foi apresentada no On Broadway Theatre em 1969.
Em 1984, o clube no andar superior foi inaugurado como Brent Turner's Rock On Broadway. O clube era a meca do glam, heavy metal e thrash metal da Bay Area.
O Broadway Studios foi inaugurado em 1993, mais tarde chamado de On Broadway Dinner Theater.